# Alexander Spiess
Alexander Spiess, auch Alexander Spieß (* 6. April 1833 in Frankfurt am Main; † 31. Januar 1904 ebenda) war ein deutscher Mediziner und Stadtarzt der Stadt Frankfurt am Main, die neben Stuttgart den ersten hauptamtlichen deutschen Stadtarzt anstellte.

## Werdegang und Tätigkeit
Alexander Spiess war der Sohn des Mediziners Gustav Adolph Spiess. Er besuchte die Musterschule in Frankfurt und praktizierte nach dem Studium in Göttingen und der Promotion 1856 ab 1857 als praktischer Arzt in Frankfurt und Assistenzarzt am Hospital zum heiligen Geist unter Leitung von Georg Varrentrapp.  1883 wurde er auf dessen Initiative zum Stadtarzt ernannt. Er war Mitglied des Armenamtes, Geschäftsführer der Armenärzte und verteilte die Arbeiten der (nebenamtlichen) Schulärzte.
Seit 1876 war er Vorsitzender des Frankfurter Ärztevereins und Sekretär der Frankfurter Ortsgruppe des Deutschen Vereins für öffentliche Gesundheitspflege. Er redigierte außerdem die Deutsche Vierteljahrsschrift für öffentliche Gesundheitspflege. Alexander Spiess war Leibarzt der Kaiserin Auguste Victoria, zeitweise Vorsitzender der Frankfurter Museumsgesellschaft und wurde als Anerkennung für seine Verdienste zum Geheimen Sanitätsrat ernannt.
Sein Sohn, der Mediziner Gustav Spiess (1862–1948), schenkte der Porträtsammlung der Dr. Senckenbergischen Stiftung im Jahr 1907 ein vom deutschen Maler österreichischer Herkunft Norbert Schrödl im Jahr 1901 erstelltes Porträt von Alexander Spiess.

## Bedeutung
Mit der Einrichtung der Stadtarztstelle ging Frankfurt über die Verpflichtungen der klassischen Armenfürsorge, der Behandlung von mittellosen Kranken, hinaus. Ursprünglich nur mit der ärztlichen Untersuchung städtischer Beamter und Angestellter betraut, übernahm Spieß weitere Aufgaben aus dem Gebiet der öffentlichen Gesundheitspflege, der Medizinalstatistik und des Gutachterwesens.
Die Stadt Stuttgart folgte 1888 mit der Anstellung eines hauptamtlichen Stadtarztes. Im übrigen Deutschland entwickelte sich die Anstellung von hauptamtlichen Stadtärzten erst zu Beginn des 20. Jahrhunderts.

## Veröffentlichungen (Auswahl)
- (Hrsg.) Kollegen, Freunde und Mitbürger des Jubilars,  Red. von Alexander Spiess: Frankfurt am Main in seinen hygienischen Verhältnissen u. Einrichtungen. Festschrift zur Feier des fünfzigjährigen Doktorjubiläums des Herrn. .. Georg Varrentrapp, Frankfurt am Main, 1881.
- Alexander Spieß, Reorganisation des communalen Sanitätswesens zu Frankfurt a. M., in: Jahresberichte über das Medicinalwesen etc. der Stadt Frankfurt a. M., 1884, Bd. 27, S. 65–104.
- (Bearb.) Alexander Spieß: Frankfurt am Main: Führer durch die Stadt mit besonderer Berücksichtigung der naturwissenschaftlichen, ärztlichen und hygienischen Anstalten und Einrichtungen; den Theilnehmern an der 68. Versammlung Deutscher Naturforscher und Aerzte zu Frankfurt a. M., 21. – 26. Sept. 1896, Frankfurt a. M. 1896.
- (Hrsg.) Alexander Spiess, Rückblick auf die fünfundzwanzigjährige Thätigkeit des Vereins in den Jahren 1873-1898. Zur 25jährigen Stiftungsfeier des Deutschen Vereins für öffentliche Gesundheitspflege, Frankfurt a. M. 1898.
- Alexander Spiess: Frankfurt am Main: meteorologische Verhältnisse und Bevölkerungs-Statistik ; für das Jahr ...1876(1877) - 1901(1902) nachgewiesen (Separatabdruck aus: Jahresbericht über die Verwaltung des Medizinalwesens, die Krankenanstalten und die öffentlichen Gesundheitsverhältnisse der Stadt Frankfurt am Main)